# Pierre Louÿs

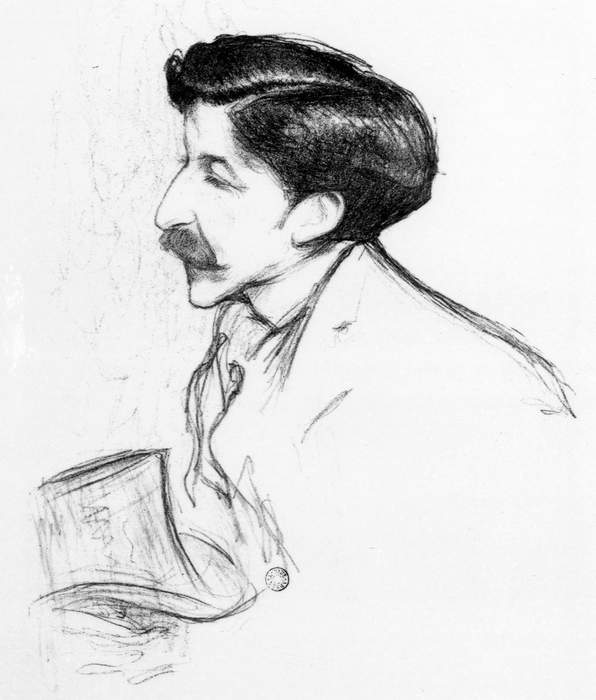
Henri Bataille: Porträt von Pierre Louÿs, in: Têtes et Pensées; 1901, Paris, Bibliothèque de l’Arsenal

Pierre Louÿs (* 10. Dezember 1870 in Gent; † 4. Juni 1925 in Paris) war ein französischer Lyriker und Romanschriftsteller. Neben de Sade, Verlaine und Mirabeau gilt er als Meister der erotischen Literatur Frankreichs.

## Leben
Pierre Louÿs besuchte die École Alsacienne in Paris zur gleichen Zeit wie André Gide, mit dem er befreundet war. Bereits als Schüler schrieb er literarische Texte und gab eine Zeitschrift heraus und hatte Kontakte zur Literaturbewegung Parnasse und deren Protagonisten wie Leconte de Lisle oder José-Maria de Heredia – dessen Tochter Louise  heiratete  Louÿs 1899; mit deren jüngeren Schwester Marie (Ehefrau von Henri de Régnier) hatte er ein Verhältnis. Zu den französischen Symbolisten bestanden ebenfalls Verbindungen.
1891 gründete er das Literatur-Magazin La Conque, in dem Parnassiens und Symbolisten veröffentlicht wurden: neben den schon bekannten Autoren wie Mallarmé, Moréas, Leconte de Lisle oder Verlaine auch damals noch unbekannte Dichter wie Valéry, André Gide, Jean de Tinan und Louÿs selbst. Viele seiner Werke regten Musiker, Maler, Zeichner und Filmemacher zu eigenen Werken an. Oscar Wilde widmete ihm seine Salome. Louÿs führte eine umfangreiche Korrespondenz mit Literaten und Intellektuellen seiner Zeit, die bisher nur teilweise veröffentlicht wurde.
Pierre Louÿs starb im Alter von 54 Jahren und liegt auf dem Friedhof Montparnasse in Paris.

## Literarisches Schaffen
Astarte, seine erste Gedichtsammlung, erschien 1894, gefolgt von Die Lieder der Bilitis seinem bekanntesten Werk und eine der berühmten Fälschungen der Literaturgeschichte.

### Bilitis
Die Erstausgabe der Chansons de Bilitis erschien als angebliche Übersetzung Louÿs' von Gedichten einer angeblich bislang unbekannten griechischen Lyrikerin aus dem Umkreis der Sappho. Die Sammlung erhält Gedichte und lyrische Prosa, die vom Einfluss der Dichter und der Gedankenwelt des Parnasse geprägt sind: man pflegte eine Vorliebe für hellenistische Poesie und griechische Mythologie ebenso wie man Geschmack hatte an einer gesteigerten Empfindsamkeit, am Bukolischen und an einer verfeinerten Erotik. Die Gedichte zeichnen sich durch eine höchst artifizielle Verschmelzung von Bildern aus der Natur, antikisierender Sinnlichkeit und Szenen flammender Erotik aus. In der Form sind sie ebenfalls an antiker Poesie orientiert. Bilitis inspirierte verschiedene Musiker, so Wilhelm Kienzl oder Claude Debussy, der u. a. drei Gedichte in seinen Chansons op. 66 vertonte.

### Romane
Sein erster Roman Aphrodite (mœurs antiques) erschien 1896. Der Roman, mit seiner Atmosphäre von verfeinertem Naturempfinden, Lebensfreude und Sinnlichkeit, erreichte einen Achtungserfolg sowohl in der Literaturszene als auch beim Publikum.
Der folgende Roman von 1898, La femme et le pantin – Die Frau und der Hampelmann spielt in der Gegenwart des Autors und gilt als sein bedeutendster Roman. Zu dem bereits in seinem Erstling vorhandenen ästhetisch-erotischen Reiz kommen in diesem Roman auch dramatische Elemente. Louÿs entwirft in seinem Roman ein Gemälde der komplexen Gefühlswelt von Menschen aus der großstädtischen Welt seiner Zeit. Dieser Roman bildete die Grundlage für eine Reihe von Vertonungen und Verfilmungen, wie das Musikdrama Conchita (1911) von Zingarini und Vaucaire mit der Musik von Riccardo Zandonai; der Film von Josef von Sternberg, Der Teufel ist eine Frau (1935) mit Marlene Dietrich und schließlich Dieses obskure Objekt der Begierde (1977) von Luis Buñuel.
Obwohl ihm seine finanziellen Schwierigkeiten bald über den Kopf wuchsen, erschien 1901 noch der Roman Les Aventures du roi Pausole, die Vorlage der gleichnamigen Operette von 1930. Zu Beginn des neuen Jahrhunderts veröffentlichte er sonst kaum neue Werke; sei es wegen seiner finanziellen Probleme oder aus persönlichen Gründen. Er gab nur noch eine Sammlung seiner in Zeitungen und Zeitschriften verstreuten Artikel als Buch heraus.
Als Sammelband in der Manesse Bibliothek der Weltliteratur erschien postum ein Band mit den zwei Romanen Dieses obskure Objekt der Begierde und Aphrodite in der Übersetzung aus dem Französischen und mit einem Nachwort von Vincenzo Orlando.

### Späte Werke
Erstaunlicherweise stammen seine schönsten Gedichte aus der Zeit nach 1917, die jedoch nur anonym, wie Isthi oder zu seinen Lebzeiten überhaupt nicht veröffentlicht wurden, wie Poëtique, sein lyrisches Meisterwerk, und das Pervigilium mortis. Seine tief pessimistischen Derniers vers sind noch nicht veröffentlicht. In dem Schlüsselroman Trois filles de leur mère geht es um seine verwickelten Beziehungen zu Mutter und Töchtern Heredia.
Während seiner gesamten Karriere als Autor hat Louÿs immer wieder eine große Anzahl von erotischen Curiosa verfasst. Diese häufig ironischen und parodistischen Prosastücke nehmen in der Form von Travestien Themen und Stoffe seiner seriösen Werke wieder auf.

### Die Bibliothek
Pierre Louÿs besaß eine ca. 20.000 Bände umfassende Bibliothek, mit einem umfangreichen Bestand klassischer antiker Autoren, darunter eine Reihe von Unikaten. Frucht seines lebenslangen Interesses an der Antike sind Übersetzungen griechischer Dichter ins Französische.

## Rezeption
Seine Gedichte wurden von Debussy, Wilhelm Kienzl, Ake Udden, Georges Dandelot, Charles Koechlin, Patrick Kardey, Joseph Marx sowie Arthur Honegger vertont. Stoffe seiner Werke waren Grundlage für Filme von Joseph von Sternberg und Bunuel.
Seine erotischen Werke sind von vielen Künstlern illustriert worden, darunter Louis Icart, Erich von Götha, Pascal Pia, Marcel Vertès, Rojan, Paul-Émile Bécat, Mariette Lydis, Jeanne Mammen, Milo Manara, Georges Pichard, Robin Ray und Willy Pogany.

## Werke

### Poetische Werke
- Astarté, 1891
- Lêda ou la louange des bienheureuses ténèbres, 1894
- Ariane ou le chemin de la paix éternelle, 1894
- La Maison sur le Nil ou Les apparences de la vertu, 1894
- Les Chansons de Bilitis, 1894, Die Lieder der Bilitis (Deutsch: Franz Wagenhofen[3], Budapest 1900), Lieder der Bilitis (Deutsch: Richard Hübner, Leipzig 1907)
- Danaë ou le malheur, 1895
- Aphrodite - Mœurs Antiques, 1896
- La Femme et le pantin, 1898 (dt. Das Weib und der Hampelmann, 1899; verfilmt von 1977 von Luis Buñuel unter dem Titel Cet obscur objet du désir)
- Byblis ou l'enchantement des larmes, 1898
- Les Aventures du roi Pausole, 1901
- Pervigilium Mortis (nicht veröffentlicht), 1917
- Isthi 1917
- Poëtique 1917
- Manuel de civilité pour les petites filles à l'usage des maisons d'éducation 1926
- Trois Filles de leur mère 1926. Deutsch (o. Übersetzerangabe) Tabu, Hamburg und Editions Bel-Rose, Rotterdam 1970; wieder: Area, Erftstadt 2005 ISBN 3-89996-433-0; anderer Titel: Drei Töchter und ihre Mutter. Die erotischen Erlebnisse eines jungen Mannes Neun Aufl. seit 1974, zuletzt 1982 ISBN 3-453-50059-8
- Pybrac 1927

### Tagebücher und Briefe
- Mon Journal (20. Mai 1888–14. März 1890), hrsg. v. Alban Cerisier, 2003
- Mille Lettres inédites de Pierre Louÿs à Georges Louis 1890–1917, hrsg. v. Jean-Paul Goujon, Fayard. (Briefwechsel mit Claude Debussy, Paul Valéry et André Gide und seinem Bruder Georges Louis.)
- José-Maria de Heredia: Correspondance inédite, hrsg. v. Jean-Paul Goujon. Editions Honoré Champion 2006.

## Verfilmungen
- 1928: Das Spielzeug einer Frau (La Femme et le Pantin)
- 1932: König Pausole, Regie: Alexis Granowsky
- 1935: Der Teufel ist eine Frau
- 1958: Ein Weib wie der Satan (La Femme et le Pantin)
- 1976: Bilitis
- 1977: Dieses obskure Objekt der Begierde
- 1982: Aphrodite – Im Wendekreis der Begierde (Aphrodite)